# Розвідка боєм
Розвідка боєм — спосіб військової розвідки, а саме рекогностування, що складається в отриманні даних про сили противника, його бойові порядки, розташуванні вогневих засобів та інше шляхом наступу.
Зазвичай розвідка боєм проводиться у випадках, коли іншими засобами та способами розвідки не вдається отримати необхідних даних про противника і його наміри. Ведеться спеціальними підрозділами, посиленими танками, артилерією та іншими засобами. Наступ підрозділів, що проводять розвідку боєм, може підтримуватися авіацією. Організовує і керує нею, як правило, командир з'єднання (частини), у смузі якого вона проводиться.

## Суть та проведення
Розвідка боєм полягає в раптовій атаці заздалегідь виділеного і підготовленого підрозділу для оволодіння визначеним об'єктом у розташування противника.
Розвідка боєм проводиться перед проривом оборонного рубежу противника з метою уточнення його угруповання і характеру оборони, розкриття систем вогню і загороджень, а також наявності його військ на першій позиції.
Для розвідки боєм може бути призначений посилений батальйон (рота). Свої завдання він виконує, як правило, наступом з положення безпосереднього зіткнення з противником, при цьому особлива увага приділяється забезпеченню флангів. До складу батальйону (роти), призначеного для проведення розвідки боєм (захоплення полонених, документів, зразків озброєння, техніки та спорядження) для проведення пошуку включаються підрозділи військової розвідки (взвод, відділення) або групи спеціально підібраних розвідників зі складу окремого розвідувального батальйону або розвідувальної роти бригади, у смузі якої проводиться розвідка боєм.
Для захоплення полонених, документів, зразків озброєння і спорядження, а також для ведення артилерійської й інженерної розвідки до складу батальйону (роти) включаються розвідувальні групи зі складу розвідувальних підрозділів, а також розвідники-артилеристи та сапери.

### Початок бойових дій
Рекомендується проводити розвідка боєм безпосередньо перед наступом. Важливо, щоб вона була нетривалою за часом. Після встановлення дійсного положення противника проводиться вогнева підготовка, слідом за якою війська переходять у наступ.
Якщо для проведення розвідки боєм призначається батальйон (рота) із другого ешелону (резерву), то вихідне положення займається потай і зазвичай в ніч перед початком дій. У цьому випадку рекомендується надати батальону (роті) світлий час доби для ознайомлення з місцевістю, розташуванням противника й об'єктами атаки.
Зазвичай, батальйон (рота) починає атаку після короткої вогневої підготовки. Під прикриттям вогню артилерії, мінометів й інших вогневих засобів підрозділи батальйону (роти) атакують противника, уриваються в його розташування, проникають у глибину, захоплюють і закріплюють зазначені їм рубежі (об'єкти) і боєм виявляють угруповання сил і засобів противника, захоплюють полонених, документи, зразки озброєння і бойової техніки. Додані гармати батальону (роти), танки й інші вогневі засоби займають позиції та готуються до відбиття можливих контратак противника. Обороною на захопленому рубежі батальйон (рота) відбиває контратаки противника, розкриває його сили, склад і захоплює полонених зі складу підрозділів, що контратакують. Якщо контратака противника проводиться переважаючими силами й утримати захоплений рубіж (об'єкт) не є можливим, за розпорядженням командира, що організує розвідку боєм, батальйон (рота) може бути відведений у вихідне положення. 
У випадку відходу противника на ділянці проведення розвідки боєм командир батальйону (роти) має продовжувати наступ і доповідати про дії противника та своє рішення старшому командирові. Якщо батальйону (роті) внаслідок стійкого опору противника не вдалося увірватися в його розташування, він закріплюється на досягнутому рубежі, придушує противника вогнем і за вказівкою командира, що організує розвідку боєм, проводить повторну атаку. При невдалому результаті повторної атаки, але за умови одержання необхідних даних про противника, батальйон (рота) може бути відведений у вихідне положення. 
Розвідка боєм змушує противника розкрити розташування прихованих засобів і систем вогню. Щоб добуті відомості були найбільш повними, у період проведення розвідки боєм підсилюється розвідка спостереженням із широким використанням технічних засобів розвідки. Під час розвідки боєм усі командири частин і підрозділів, на ділянках яких вона проводиться, знаходяться на своїх спостережних (командно-спостережних) пунктах і особисто вивчають противника, його розташування і систему вогню. Механізовані підрозділи, що знаходяться в безпосередньому зіткненні із противником, у період проведення розвідки боєм безупинно спостерігають за діями противника, уточнюють місця розташування опорних пунктів і вогневих засобів. 

## Можливості, які надає розвідка боєм
Розвідка боєм дає можливість:
- встановити систему вогню всіх видів зброї у районі його проведення і на флангах та виявити можливі зміни в положенні й угрупованні противника або уточнити раніше отримані дані;
- уточнити розташування і характер інженерних споруд і загороджень противника;
- виявити реальне накреслення переднього краю оборони противника, вид і характер її побудови;
- захопити полонених, документи, зразки озброєння і бойової техніки;
- встановити можливий відвід військ противника із займаного ним рубежу і скасувати завдання вогневого ураження артпідрозділами по залишених позиціях або по позиціях, що мають невелику кількість особового складу.

## Ризики
Розвідка боєм пов'язана з втратами в особовому складі, озброєнні та бойовій техніці, а також зі значною витратою матеріальних засобів. Крім того, така розвідка може насторожити противника і за певних обставин розкрити наміри, що дозволить противнику здійснити ті або інші заходи, спрямовані на зрив завдання. Тому у тих випадках, коли необхідні дані про противника можна добути іншими засобами та способами, рекомендується уникати розвідки боєм.